# Transformers: La chispa de la Tierra
Transformers: EarthSpark es una serie de televisión canadiense-estadounidense animada por computadora basada en la línea de juguetes Transformers de Hasbro. Producida por Nickelodeon Animation Studio y Entertainment One, la serie se estrenó en noviembre de 2022. Tiene licencia para Netflix. La serie ha sido renovada para una segunda temporada, se estrenó el 7 de junio de 2024. Una tercera temporada se estrenó el 25 de octubre de 2024.
Una adaptación de videojuego, subtitulada Expedición, se lanzará en 2023. El programa estuvo sujeto a una controversia relacionada con el género.

## Premisa
Quince años después de que se destruya el puente espacial a Cybertron, poniendo fin a la guerra civil entre los Autobots y los Decepticons, la familia Malto se muda de Filadelfia a la pequeña ciudad de Witwicky, Pensilvania. Allí, el joven Robby y Mo Malto presencian el nacimiento de una nueva raza de Transformers nacidos en la Tierra llamados Terrans, que se unen emocionalmente a los dos a través de mangas cibernéticas especiales en sus brazos. Ahora adoptados en la familia y bajo la tutela de Bumblebee, los Terrans trabajan con los Autobots, el exlíder de Decepticon Megatron, la organización G.H.O.S.T. y los niños para proteger su nueva vida de los Decepticons rebeldes restantes y otros villanos mientras encuentran su lugar en el mundo.

## Reparto
| Personaje               | Actor de voz original  | Actor de doblaje       | Temp.                  |                        |
| Personajes principales  | Personajes principales | Personajes principales | Personajes principales | Personajes principales |
| ----------------------- | ---------------------- | ---------------------- | ---------------------- | ---------------------- |
| Robby Malto             | Sydney Mikayla         | Sebastián Albavera     | 1ª-                    |                        |
| Morgan "Mo" Malto       | Zion Broadnax          | Melissa Hernández      | 1ª-                    |                        |
| Thrash Malto            | Zeno Robinson          | Emilio Treviño         | 1ª-                    |                        |
| Twitch Malto            | Kathreen Khavari       | Lupita Leal            | 1ª-                    |                        |
| Dorothy "Dot" Malto     | Benni Latham           | Fernanda Robles Patiño | 1ª-                    |                        |
| Dr. Alex Malto          | Jon Jon Briones        | Raymundo Armijo        | 1ª-                    |                        |
| Optimus Prime           | Alan Tudyk             | Víctor Hugo Santana    | 1ª-                    |                        |
| Bumblebee               | Danny Pudi             | Gabriel Basurto        | 1ª-                    |                        |
| Megatron                | Rory McCann            | Gerardo Vásquez        | 1ª-                    |                        |
| Elita Uno               | Cissy Jones            | Marisol Romero Durá    | 1ª-                    |                        |
| Personajes recurrentes  |                        |                        |                        |                        |
| Dr. Meridian "Mandroid" | Diedrich Bader         | El Gallo Viloria       | 1ª-                    |                        |
| Wheeljack               | Michael T. Downey      | Dan Frausto            | 1ª-                    |                        |
| Swindle                 | Nolan North            | Carlo Vázquez          | 1ª-                    |                        |
| Agente Jon Schloder     | Marc Evan Jackson      | Armando Coria          | 1ª-                    |                        |
| Arcee                   | Martha Marion          | Azucena Estrada        | 1ª-                    |                        |
| Soundwave               | Sean Kenin Reyes       | Mike Leal              | 1ª-                    |                        |
| Frenzy                  | Tiana Camacho          | Bet Jara               | 1ª-                    |                        |
| Hashtag Malto           | Stephanie Lemelin      | Gabriela Ortiz         | 1ª-                    |                        |
| Jawbreaker Malto        | Cyrus Arnold           | Fidel Garriga Jr.      | 1ª-                    |                        |
| Nightshade Malto        | Z Infante              | Mario Heras            | 1ª-                    |                        |
| Insertos                | N/A                    | Gabriela Ortiz         | 1ª-                    |                        |

### Voces adicionales
- Adriana Olmedo
- Alan Juárez
- Alicia Barragán
- Antonio Zacruz
- Axl Rodríguez
- Alberto Meléndez
- Axel Láscari
- Alex Villamar
- Antonio Rosas
- Carlos Luyando
- Christopher Vaughan
- Ernesto Medrano
- Jessica Ángeles-Nova Storm
- Joaquín Rendón
- Josué Alher
- Marisol Hamed
- Mario Heras
- Nayeli Hidalgo
- Omar Trevel
- Óscar Rangel
- Paola Echeverría
- Sebastián Rosas
- Stephanie Filigrana
- Susana Cohe
- Víctor Salazar
- Ximena Castillejo
- Zoni Álvarez
- Raúl Anaya - Tarantulas

## Producción
En febrero de 2021, Hasbro anunció dos series animadas basadas en la marca Transformers. La primera fue una serie basada en la línea BotBots para Netflix, y la otra era una serie sin título que se emitirá en Nickelodeon en 2022. El título oficial de la serie animada por computadora, Transformers: EarthSpark, se reveló un año más tarde con una ventana de lanzamiento establecida para el cuarto trimestre de 2022. En marzo de 2022, se anunció que la serie debutaría en el servicio de transmisión Paramount+ en noviembre de 2022. El elenco de voces y una vista previa de la serie se revelaron más tarde durante la San Diego Comic-Con de 2022. Propiedad y distribución de Hasbro, la serie es una coproducción entre Nickelodeon Animation Studio y Entertainment One, para la cual Mikiel Houser y Kari Rosenberg, respectivamente, supervisaron la producción. Cuenta con la producción ejecutiva de Ant Ward, Nicole Dubuc y la coproducción ejecutiva del desarrollador Dale Malinowski. Claudia Spinelli de Nickelodeon desarrolló la serie para televisión.

### Lanzamiento
La serie consta de 26 episodios, los primeros diez de los cuales debutaron en Paramount+ en los EE. UU. el 11 de noviembre de 2022. El segundo lote de episodios comenzó a transmitirse el 3 de marzo de 2023, trayendo el recuento total de episodios hasta dieciocho. En febrero de 2023, la serie se renovó para una segunda temporada. La serie obtuvo la licencia de Netflix internacionalmente en junio de 2023. Los primeros diez episodios fueron lanzados en DVD el 16 de mayo de 2023 por Paramount Home Entertainment.

## Videojuego
Un juego de acción y aventuras desarrollado por Tessera Studios, titulado Transformers: EarthSpark – Expedition, fue revelado en junio de 2023 por su editor Outright Games. El juego se lanzará en Norteamérica y Sudamérica en el cuarto trimestre de 2023 para Nintendo Switch, PlayStation 4, PlayStation 5, Windows a través de Steam, Xbox One, Xbox Series X y Series S. Un videojuego para un solo jugador, el jugador controla a Bumblebee y puede explorar tres biomas en un entorno tridimensional con el objetivo de derrotar al villano Mandroid. Bumblebee usa ataques físicos y combos de ataque para derrotar a los enemigos y mejorar sus habilidades.

## Datos de interés

### Sobre el reparto
- Víctor Hugo Aguilar retoma a Optimus Prime después de haberlo doblado en la trilogía de La guerra por Cybertron en reemplazo de Blas García.

### Sobre la adaptación
- Elita One es la única personaje cuyo nombre fue adaptado al español, en este caso como Elita Uno.

### Sobre los créditos
- En los créditos de doblaje, el nombre de Twitch es erróneamente escrito como Twich.

## Edición en vídeo
| Empresa | Formato | Título                                           | Región | Calidad de audio  | País           | País                      | Fecha de edición |
| ------- | ------- | ------------------------------------------------ | ------ | ----------------- | -------------- | ------------------------- | ---------------- |
|         | DVD     | Transformers EarthSpark: Season 1, Episodes 1-10 | 1      | Dolby Digital 2.0 | Estados Unidos | Bandera de Estados Unidos | 16-05-2023       |

## Episodios
| Temporada | Temporada | Episodios | Episodios | Emisión original        | Emisión original    | Emisión original       |
| Temporada | Temporada | Episodios | Episodios | Primera emisión         | Última emisión      | Cadena                 |
| --------- | --------- | --------- | --------- | ----------------------- | ------------------- | ---------------------- |
|           | 1         | 26        | 26        | 11 de noviembre de 2022 | 28 de julio de 2023 | Paramount+ Nickelodeon |
|           | 2         | 10        | 10        | 7 de junio de 2024      | 7 de junio de 2024  | Paramount+ Nickelodeon |
|           | 3         | 8         | 8         | 25 de octubre de 2024   | por anunciar        | Paramount+ Nickelodeon |

### Temporada 1 (2022-2023)
| N.º en serie | N.º en temp. | Título                                            | Fecha de lanzamiento original | Emisión original        | Estreno en Latinoamérica                                          | Audiencia (millones) |
| --- | ------------ | ------------------------------------------------- | ----------------------------- | ----------------------- | ----------------------------------------------------------------- | -------------------- |
| 12 | 12           | «Legado secreto» «Secret Legacy»                  | 11 de noviembre de 2022       | 11 de noviembre de 2022 | 12 de noviembre de 2022                                           | 0.20                 |
| Parte 1: Robby tiene problemas para adaptarse después de la mudanza de su familia al pueblo rural de Witwicky, hasta que él y su hermana, Mo, descubren a los primeros Transformers nacidos en la Tierra. Parte 2: La familia Malto se ve envuelto tanto en un drama familiar como en el comienzo de un nuevo conflicto cuando se encuentran con el misterioso Mandroid que ha hecho uso de su Arachnamechs y algunos Decepticons. |              |                                                   |                               |                         |                                                                   |                      |
| 3 | 3            | «Muuu-Dándose» «Moo-ving In»                      | 11 de noviembre de 2022       | 10 de febrero de 2023   | 19 de noviembre de 2022                                           | 0.12                 |
| Cuando Bumblebee se muda con los Maltos para entrenar a los terran, rápidamente descubre que la tarea que tiene entre manos es mucho más difícil de lo que había esperado originalmente. Luego recibe algunas lecciones de otros Autobots, que incluyen: tratar de asustarlos para que escuchen (de Megatron) y hagan lo que los hace felices (de Elita-1). |              |                                                   |                               |                         |                                                                   |                      |
| 4 | 4            | «Las reglas de la casa» «House Rules»             | 11 de noviembre de 2022       | 10 de febrero de 2023   | 26 de noviembre de 2022                                           | —                    |
| Una serie de incidentes que involucran a Mo y Thrash dan como resultado que Swindle engañe a la pareja mientras intenta encontrar y rescatar a Hardtop mientras apunta a un escáner de Energon, pero las tensiones de la relación anterior de la familia rápidamente se ven criticadas. |              |                                                   |                               |                         |                                                                   |                      |
| 5 | 5            | «Clasificado» «Classified»                        | 11 de noviembre de 2022       | 17 de febrero de 2023   | 3 de diciembre de 2022                                            | 0.18                 |
| Una serie de pesadillas de Robby hace que toda la familia se involucre en una serie de situaciones que involucran a G.H.O.S.T. incluyendo mantener a los Terran a salvo de sus agentes de gatillo fácil liderados por el Agente Schloder. Al enterarse, Optimus Prime trabaja para ocultar a Robby, Mo, Twitch y Thrash mientras Bumblebee ayuda a Alex a detener al Agente Schloder. |              |                                                   |                               |                         |                                                                   |                      |
| 6 | 6            | «Tradiciones» «Traditions»                        | 11 de noviembre de 2022       | 17 de febrero de 2023   | 10 de diciembre de 2022                                           | 0.18                 |
| Durante el día de una tradición familiar que involucra la caza de un pájaro vampiro llamado Wakwak, Twitch descubre a Wheeljack mientras busca a Alex cuando Wheeljack se entera de que Twitch escaneó uno de sus drones. Aunque ellos y Robby rápidamente son emboscados por los Arachnamechs enviados por Mandroid para encontrar más Cybertronianos, ya que tiene dificultades para operar un láser con el brazo de Hardtop. |              |                                                   |                               |                         |                                                                   |                      |
| 7 | 7            | «Familia y amigos» «Family and Friends»           | 11 de noviembre de 2022       | 24 de febrero de 2023   | 17 de diciembre de 2022                                           | 0.16                 |
| Es el primer día de clases para Robby y Mo y están nerviosos al igual que Thrash y Twitch, quienes temen que puedan ser reemplazados por nuevos amigos. Después de una pelea, se revelan más similitudes entre humanos y terran. |              |                                                   |                               |                         |                                                                   |                      |
| 8 | 8            | «Señuelo» «Decoy»                                 | 11 de noviembre de 2022       | 24 de febrero de 2023   | 7 de enero de 2023                                                | 0.14                 |
| Mientras Optimus y Megatron discuten sobre la situación actual con respecto al tratamiento de los antiguos Decepticons, Bee renuncia a sus deberes con Arcee para que pueda volver al campo... una decisión que considera una muy mala idea cuando Soundwave lanza a Ravage en un G.H.O.S.T. instalación donde están encarcelados algunos presos Decepticon. |              |                                                   |                               |                         |                                                                   |                      |
| 910 | 910          | «Era de la evolución» «Age of Evolution»          | 11 de noviembre de 2022       | 3 de marzo de 2023      | 14 de enero de 2023                                               | 0.16                 |
| Parte 1: Twitch y Thrash se preguntan si son los únicos 2 Terranos en el universo. Con la ayuda de su familia, regresan a la cueva en donde nacieron para descubrir algo más que la Emberstone. Parte 2: Con el nacimiento de 3 nuevos Terranos, la familia Malto ha crecido. Pero serán suficientes estos nuevos aliados para rescatar a Dot y Megatron de las garras de Mandroide. |              |                                                   |                               |                         |                                                                   |                      |
| 11 | 11           | «Hashtag: Oops» «Hashtag: Oops»                   | 3 de marzo de 2023            | 12 de junio de 2023     | 11 de marzo de 2023                                               | 0.22                 |
| Bumblebee carga a Twitch y Thrash para ayudar a los nuevos terran a encontrar sus modos alternativos. Después de que Twitch convence a Hashtag para elegir uno, elige una van de G.H.O.S.T. y, sin darse cuenta, causa problemas en su cuartel general, donde Hashtag libera accidentalmente a Soundwave, Hardtop, Bombshell, Shrapnel y Skullcruncher de sus celdas. Mientras tanto, Nightshade está preparando una sorpresa para la familia. |              |                                                   |                               |                         |                                                                   |                      |
| 12 | 12           | «Tomas descartadas» «Outtakes»                    | 3 de marzo de 2023            | 13 de junio de 2023     | 18 de marzo de 2023                                               | 0.15                 |
| Jawbreaker está luchando por encontrar un modo alternativo para sí mismo. Hashtag intenta ayudarlo entrevistando a otros Transformers como Bumblebee, Megatron y Elita-1 y haciendo una película con eso. Aprende sobre el T-Cog que permite a los Cybertronianos transformarse en sus modos alternativos. Las cosas salen mal cuando la cámara de Alex es arrebatada por un Arachnamech reactivado y ahora deben detenerla antes de que se revele el contenido de la cámara. |              |                                                   |                               |                         |                                                                   |                      |
| 13 | 13           | «Conexión Perdida» «Missed Connection»            | 3 de marzo de 2023            | 14 de junio de 2023     | 25 de marzo de 2023                                               | —                    |
| Nightshade tiene problemas para comunicarse con la familia cuando Robby y Malto tienen un día libre en la escuela mientras Nightshade trabaja para hacer un Smart Trainer. Después de conocer al solitario científico de Decepticon Tarántulas debajo de un cementerio de Witwicky, se unen por su pasión mutua por la ciencia y luego por el hecho de que ambos se esconden de G.H.O.S.T. al mismo tiempo que recibe consejos sobre cómo elegir un modo alterno. |              |                                                   |                               |                         |                                                                   |                      |
| 14 | 14           | «Protocolos de Seguridad» «Security Protocols»    | 3 de marzo de 2023            | 15 de junio de 2023     | 1 de abril de 2023                                                | 0.15                 |
| G.H.O.S.T. ha estado cazando cybertronianos en el Witwicky Raceway, mientras Bumblebee entrena para la carrera Witwicky 500 para encontrar a su viejo amigo Decepticon Breakdown. El agente Schloder sospecha que Bumblebee no se perdió durante la guerra cuando visita a los Maltos mientras Robby, Mo y los terran quedan atrapados en el modo de bloqueo de su escondite durante 10 horas. G.H.O.S.T. descubre a Bumblebee que logra escapar gracias a Breakdown, pero deja a los Maltos para mantenerlos a salvo. |              |                                                   |                               |                         |                                                                   |                      |
| 15 | 15           | «Necesidades del oso» «Bear Necessities»          | 3 de marzo de 2023            | 19 de agosto de 2023    | 8 de abril de 2023                                                | 0.16                 |
| En el Día de la Madre, la familia Malto organiza una fiesta para Dot. El malentendido de Twitch sobre recibir un regalo para Dot causa muchos contratiempos en la familia Malto relacionados con un cachorro de oso negro americano cuando lo confunde con un osito de peluche que Robby mencionó como una de las sugerencias. Cuando Dot, Robby y Twitch van a regresar con el cachorro de oso negro americano, su madre aparece en la granja Malto para buscar a su cachorro mientras los demás trabajan en una obra especial para Dot. Dot, Robby y Twitch descubren una amenaza tóxica para la naturaleza cuando encuentran elementos G.H.O.S.T. descartados que terminan mutando a la madre oso negro americano al comer la larva infectada. |              |                                                   |                               |                         |                                                                   |                      |
| 16 | 16           | «Zona de Guerra» «Warzone»                        | 3 de marzo de 2023            | 19 de agosto de 2023    | 15 de abril de 2023                                               | 0.13                 |
| Megatron lleva a Robby, Mo y los Terran al Parque Memorial del Puente Espacial, donde terminó la guerra de los Transformers y que contiene el muro conmemorativo para aquellos que perecieron. Explica que si la Chispa Suprema, y por extensión Cybertron, se pierde en la explosión del Puente Espacial. Además, Megatron afirma que los Terran son la esperanza de su raza para el futuro y no deben repetir sus errores. El científico loco de los Decepticons, Shockwave, que fue puesto en estasis por Megatron al final de la guerra, despierta y planea su venganza contra Megatron mientras su láser especial llamado Inmovilizador está en los Terran. |              |                                                   |                               |                         |                                                                   |                      |
| 1718 | 1718         | «Hogar» «Home»                                    | 3 de marzo de 2023            | 26 de agosto de 2023    | 22 de abril de 202329 de abril de 2023                            | 0.08                 |
| Bumblebee participa en un Bot Brawl clandestino en una misión para encontrar a Grimlock, sin saber que está organizado por Mandroide, que está buscando más partes Cybertronianas y energon para sí mismo. Los hermanos Malto deciden dar un paseo nocturno por la ciudad donde se dan cuenta de que los Transformers no son bienvenidos en la Tierra por todos y luego se involucran accidentalmente en la misión de Bumblebee y su vínculo familiar se pone a prueba cuando el villano le lava el cerebro a Hashtag con su más reciente proyecto. Afortunadamente, los Malto y sus hermanos Terran usan la energía de la cueva del lugar de nacimiento de Terran para rescatar con éxito a Hashtag del control mental de Mandroid. Los Malto y los Terran llevan a un exhausto Bumblebee de regreso a Witwicky, y Mandroid se encuentra con G.H.O.S.T., formando una alianza. |              |                                                   |                               |                         |                                                                   |                      |
| 19 | 19           | «Una situación Odiosa» «A Stygi Situation»        | 28 de julio de 2023           | 6 de abril de 2024      | 29 de julio de 2023 (México)                                      | —                    |
| Con Grimlock nuevamente del lado de los Autobots, Jawbreaker está ansioso por aprender a pelear con el Dinobot, pero sus preguntas y comentarios terminan provocando algunos recuerdos desagradables de las peleas de bots. |              |                                                   |                               |                         |                                                                   |                      |
| 20 | 20           | «Desarmado» «Disarmed»                            | 28 de julio de 2023           | 6 de abril de 2024      | 5 de agosto de 2023 (México)                                      | —                    |
| Los Autobots y Maltos buscan expandir los poderes de los Cyber-Sleeves, pero cuando Mandroid escucha mediante espiar la base de los Autobots, el grupo se dará cuenta que sus sesiones de entrenamiento se han convertido en una lucha por la supervivencia. |              |                                                   |                               |                         |                                                                   |                      |
| 21 | 21           | «Lo que Habita Dentro» «What Dwells Within»       | 28 de julio de 2023           | 13 de abril de 2024     | 12 de agosto de 2023 (México)                                     | 0.09                 |
| Una serie de coincidencias deja a Robby, Mo y los Terran atrapados bajo tierra con los Seekers, aunque Starscream se molesta constantemente por su visión positiva de Megatron en el momento en que él, Skywarp, Nova Storm y Soundwave planean su escape. Esto conduce a un encuentro con una criatura espacial devoradora de Energon llamada Dweller. |              |                                                   |                               |                         |                                                                   |                      |
| 22 | 22           | «Momento Prime» «Prime Time»                      | 28 de julio de 2023           | 13 de abril de 2024     | 19 de agosto de 2023 (México)                                     | 0.06                 |
| El empeoramiento de la condición de Robby hace que Mo se derrumbe por temor a su salud, pero la posesión de la Emberstone por parte de Mandroid pone en peligro a toda la familia. Afortunadamente, Quintis Prime ayuda a los Maltos a derrotar a Mandroid y restaurar la salud de Robby. |              |                                                   |                               |                         |                                                                   |                      |
| 23 | 23           | «Polizones Secretos» «Stowed Away, Stowaways»     | 28 de julio de 2023           | 20 de abril de 2024     | 26 de agosto de 2023 (México)                                     | 0.08                 |
| Los Terran le dan a Bumblebee ayuda secreta mientras se infiltra en G.H.O.S.T. HQ, pero todos descubren que la organización alberga algunos oscuros secretos. |              |                                                   |                               |                         |                                                                   |                      |
| 24 | 24           | «La Batalla de Witwicky» «The Battle of Witwicky» | 28 de julio de 2023           | 20 de abril de 2024     | 2 de septiembre de 2023 (México)                                  | 0.08                 |
| Los verdaderos colores de la Agente Croft se revelan después de la misión fallida de Bumblebee, y todos los Cybertronianos disponibles acuden rápidamente al rescate cuando ataca la granja Malto. |              |                                                   |                               |                         |                                                                   |                      |
| 2526 | 2526         | «La Última Esperanza» «The Last Hope»             | 28 de julio de 2023           | 20 de abril de 2024     | 9 de septiembre de 2023 (México)16 de septiembre de 2023 (México) | 0.09                 |
| Los Maltos y los Terran comienzan la lucha de su vida para rescatar a su familia cuando Mandroid comienza su plan final para eliminar a todos los Cybertronianos en la Tierra. Después de muchas batallas, Mandroid apaga todas las formas de vida Cybertronianas, incluido él mismo. Afortunadamente, Robby y Mo usan sus fundas cibernéticas para restaurar con éxito la vida de todos los Autobots, Decepticons y Terran. |              |                                                   |                               |                         |                                                                   |                      |

### Temporada 2 (2024)
| N.º en serie | N.º en temp. | Título                                                    | Fecha de lanzamiento original | Emisión original | Estreno en Latinoamérica                                                                                     | Audiencia (millones) |
| --- | ------------ | --------------------------------------------------------- | ----------------------------- | ---------------- | --- | -------------------- |
| 27 | 1            | «Consecuencias» «Aftermath»                               | 7 de junio de 2024            | —                | 6 de julio de 2024 (México y Latinoamérica)                                                                  | —                    |
| Un año después del final del juego de Mandroid, los Autobots y los Decepticons trabajan juntos para localizar los fragmentos dispersos de Emberstone, pero estos últimos, bajo el mando de Starscream, los traicionan y buscan los fragmentos para su conquista. Una pelea por un fragmento provoca la creación de un Cybertroniano (apodado Chaos Terran por los Maltos) llamado Aftermath que se une a los Decepticons. Robby trama un plan para alejar a los Decepticons de su base y tomar sus fragmentos, pero falla y se ven obligados a retirarse. |              |                                                           |                               |                  | |                      |
| 28 | 2            | «Las Ruinas» «In Ruins»                                   | 7 de junio de 2024            | —                | 7 de julio de 2024 (México y Latinoamérica)                                                                  | —                    |
| Mo y Thrash se encuentran con unas ruinas donde yace un verdugo de Quintesson. Después de despertarlo, el verdugo busca capturar a Mo y hacer que sea juzgada por lo que los Quintesson creen que es el crimen de Quintus contra ellos. |              |                                                           |                               |                  | |                      |
| 29 | 3            | «Cambio de Modo Alterno» «Control Alt Delete»             | 7 de junio de 2024            | —                | 13 de julio de 2024 (México y Latinoamérica)                                                                 | —                    |
| Hashtag decide buscar un nuevo modo alternativo después de escuchar el mensaje de que los vehículos G.H.O.S.T. se están reutilizando, con la ayuda de su nueva actualización V.A.L (Virtual Assistant Liasion), logra encontrar uno mientras intenta mantener un archivo de datos que pertenece a Croft fuera del alcance de Shockwave. |              |                                                           |                               |                  | |                      |
| 30 | 4            | «El Efecto Mariposa» «The Butterfly Effect»               | 7 de junio de 2024            | —                | 14 de julio de 2024 (México y Latinoamérica)                                                                 | —                    |
| Robby, Mo, Twitch y Thrash van a un parque de diversiones y encuentran un fragmento de Emberstone en posesión de un malvado coleccionista llamado Fairmaestro que también tiene al Autobot Cosmos como prisionero, Robby también conoce a una chica llamada Isabel y se enamora de ella. |              |                                                           |                               |                  | |                      |
| 31 | 5            | «Solidaridad» «Togetherness»                              | 7 de junio de 2024            | —                | 20 de julio de 2024 (México y Latinoamérica)                                                                 | —                    |
| Mientras los Malto intentan encontrar el secreto detrás de la combinación de Twitch y Thrash, Jawbreaker se encuentra con Aftermath, que necesita nutrición. Los dos también se combinan y después de lidiar con hongos mutantes se encuentran con agua de una cueva. La reserva de los Maltos se agota debido a la combinación de energía y se dan cuenta de que Aftermath se lo llevó todo. |              |                                                           |                               |                  | |                      |
| 32 | 6            | «Spitfire» «Spitfire»                                     | 7 de junio de 2024            | —                | 21 de julio de 2024 (México y Latinoamérica)                                                                 | —                    |
| Twitch y Wheeljack están probando nuevos drones cuando descubren un nuevo fragmento donde una pelea con Soundwave da como resultado la creación de un nuevo Chaos Terran llamada Spitfire quien, a pesar de tener un parecido sorprendente con Twitch, resulta ser exactamente lo contrario. |              |                                                           |                               |                  | |                      |
| 33 | 7            | «Las Impostoras» «The Imposters»                          | 7 de junio de 2024            | —                | 27 de julio de 2024 (México y Latinoamérica)                                                                 | —                    |
| Después de que un rayo les cae durante su pelea, Twitch y Spitfire intercambian cuerpos. Aftermath lleva a Twitch a los Decepticons, donde se entera de que tienen la intención de capturar al ciberasesino de Mandroid e intenta advertir a los Autobots mientras Spitfire desea capturarlo para ella misma. |              |                                                           |                               |                  | |                      |
| 34 | 8            | «Hey, ¿Dónde Está mi Remolque?» «Dude Where's My Trailer» | 7 de junio de 2024            | —                | 28 de julio de 2024 (Latinoamérica) 4 de agosto de 2024 (México)                                             | —                    |
| Robby y Hashtag llevan el remolque de Optimus a un lavado de autos para prepararlo para una sesión de fotos del remolque, pero los Decepticons lo roban y dañan varias veces. |              |                                                           |                               |                  | |                      |
| 3536 | 910          | «Witwicky» «Witwicky»                                     | 7 de junio de 2024            | —                | 28 de julio de 2024 (México) 3 de agosto de 2024 (Latinoamérica)4 de agosto de 2024 (México y Latinoamérica) | —                    |
| Mientras la familia celebra el hallazgo de todos los fragmentos de Emberstone, Mo se ve obligada a terminar su proyecto escolar y, junto con Hashtag, descubre un gran secreto sobre Witwicky y más sobre el origen de Emberstone. Mientras tanto, Starscream se prepara para poner su plan en marcha. |              |                                                           |                               |                  | |                      |

### Temporada 3 (2024)
| N.º en serie | N.º en temp. | Título                                                       | Fecha de lanzamiento original | Emisión original | Estreno en Latinoamérica                                              | Audiencia (millones) |
| --- | ------------ | ------------------------------------------------------------ | ----------------------------- | ---------------- | --------------------------------------------------------------------- | -------------------- |
| 37 | 1            | «La Necesidad de Leer» «The Need for Read»                   | 25 de octubre de 2024         | —                | 26 de octubre de 2024 (México) 11 de enero de 2025 (Latinoamérica)    | —                    |
| Bumblebee intenta salvar a Breakdown de la barrera que contiene a los Decepticons y Terratronus y aprovecha la oportunidad cuando Mo y Thrash deciden entrar y recuperar el último número de un cómic para Robby dentro de la cúpula. El convence a los Maltos de que Breakdown es amigo, pero antes de que logren irse, son interceptados por los Decepticons liderados por Shockwave, quienes fueron informados por Breakdown. Ellos deciden tener una carrera, si Bumblebee gana, se van con el cómic y si Breakdown gana, se llevan a los Decepticons con ellos. |              |                                                              |                               |                  |                                                                       |                      |
| 38 | 2            | «Ataque en el Autocine» «Attack of the Drive-In Movie»       | 25 de octubre de 2024         | —                | 27 de octubre de 2024 (México) 11 de enero de 2025 (Latinoamérica)    | —                    |
| Para la cita de Robby e Izzy, la familia Malto instala un autocine con una película de terror. La noche de película resulta más emocionante de lo esperado cuando las criaturas de la película se vuelven reales. |              |                                                              |                               |                  |                                                                       |                      |
| 39 | 3            | «El Gran Escape» «The Great Escape»                          | 25 de octubre de 2024         | —                | 2 de noviembre de 2024 (México) 18 de enero de 2025 (Latinoamérica)   | —                    |
| Fairmaestro regresa para vengarse de los Maltos al desafiarlos a completar una sala de escape que él ha preparado para que pierdan en una hora y amenaza con convertir a los terrícolas en su nueva atracción si fallan. Afortunadamente, Twitch Malto rescata a su familia destruyendo los boletos y, para vengarse de Fairmaestro por sus malvados pecados, se ofrece a ser una atracción de feria si Fairmaestro puede completar los desafíos él mismo; Fairmaestro acepta de inmediato, pero se entromete y es derrotado en el primer desafío.                   |              |                                                              |                               |                  |                                                                       |                      |
| 40 | 4            | «No se Abandona a un Soldado» «No Soldier Left Behind»       | 25 de octubre de 2024         | —                | 3 de noviembre de 2024 (México) 18 de enero de 2025 (Latinoamérica)   | —                    |
| Una nave Autobot se estrella dentro de la barrera, por lo que Optimus, Megatron y los Maltos llegan para investigar y descubren al viejo amigo de Optimus, Prowl, quien ha venido en una misión para proteger un objeto valioso. Pero, ¿ellos podrán proteger el objeto de los Decepticons, o solo quieren algo más que el objeto? |              |                                                              |                               |                  |                                                                       |                      |
| 41 | 5            | «Hielo y Fuego» «Fire and Ice»                               | 25 de octubre de 2024         | —                | 9 de noviembre de 2024 (México) 25 de enero de 2025 (Latinoamérica)   | —                    |
| Luego de que los Maltos salen a jugar en la nieve, Bumblebee llega de manera agresiva e infecta a los Autobots con un extraño virus de la ira. Solo Twitch es la única que puede salvar el día. |              |                                                              |                               |                  |                                                                       |                      |
| 42 | 6            | «La Verdad Está Ahí Afuera» «The Truth Is Out There»         | 25 de octubre de 2024         | —                | 10 de noviembre de 2024 (México) 25 de enero de 2025 (Latinoamérica)  | —                    |
| Robby, Thrash y Prowl investigan qué causó que el Virus de la Furia infectara a Bumblebee. Analizando a algunos sospechosos, el equipo también descubre a un espía cambiaformas Quintesson, que llegó a la Tierra. Ante esta terrible verdad, el equipo descubre que Izzy era en realidad la espía Quintesson, quien fue quien infectó a Bumblebee con el virus y su misión era conseguir las mangas de Robby y Mo. Mientras está encarcelada, Izzy dice que esto es solo el comienzo.                                                                               |              |                                                              |                               |                  |                                                                       |                      |
| 43 | 7            | «Día del Juicio Final, Primera Parte» «Judgment Day, Part 1» | 25 de octubre de 2024         | —                | 16 de noviembre de 2024 (México) 1 de febrero de 2025 (Latinoamérica) | —                    |
| En el peor día de la vida de Robby, él y Mo deben luchar por sus vidas contra un nuevo invasor que afirma ser el legítimo heredero del poder de Quintus Prime. Mientras tanto, los terranos y los Autobots protegen a Witwicky de una supertormenta que amenaza con sumir al mundo entero en el caos. |              |                                                              |                               |                  |                                                                       |                      |
| 44 | 8            | «Día del Juicio Final, Segunda Parte» «Judgment Day, Part 2» | 25 de octubre de 2024         | —                | 17 de noviembre de 2024 (México) 1 de febrero de 2025 (Latinoamérica) | —                    |
| Los Maltos y los Autobots sufren una devastadora pérdida en su batalla contra los Invasores. Ahora, los héroes deben buscar ayuda y depositar su confianza en aliados inesperados. Solo juntos aún tienen esperanzas de proteger a la Tierra y de derrotar a los despiadados Invasores. |              |                                                              |                               |                  |                                                                       |                      |

## Transmisión

### Televisión
| Fecha de transmisión | Cadena | Canal | Horario              | País          | País                                                   |
| --- | ------ | ----- | -------------------- | ------------- | ------------------------------------------------------ |
| 12 de noviembre de 2022-16 de septiembre de 2023 (Temporada 1) (Feed México)12 de noviembre de 2022-2023 (resto de feeds)6 de julio de 2024 (Temporada 2) |        |       | Sábados 19:00 (Mex.) | Latinoamérica | Bandera de México · Bandera de la República Dominicana |

### Streaming
| Fecha | Empresa | Sitio | Categoría                         | País          | País              |
| --- | ------- | ----- | --------------------------------- | ------------- | ----------------- |
| 12 de noviembre-31 de diciembre de 2022 (episodios 1-10) 10 de marzo de 2023 (episodios 11-18) 29 de julio de 2023 (episodios 19-26) 6 de julio de 2024 (episodios 27-35) 2 de diciembre de 2024 (episodios 36-43) |         |       | Paramount+ Originals & Exclusives | Latinoamérica | Bandera de México |
| 15 de junio de 2023 (episodios 1-10) 2023 (episodios 11-18) |         |       | Kids                              | Latinoamérica | Bandera de México |